# Vi Thảo
Vi Thảo tên đầy đủ là Đặng Trần Vi Thảo, là nữ ca sĩ nhạc nhẹ Việt Nam, cô được biết đến khi là thí sinh cuộc thi Sao Mai điểm hẹn mùa đầu tiên.

## Tiểu sử
Đặng Trần Vi Thảo sinh ngày 17 tháng 10 năm 1981 tại Nam Phước, Duy Xuyên, Quảng Nam, là chị cả trong gia đình. Vi Thảo kết hôn với Hoàng Vũ, một bầu show, họ có một con trai nhưng cuộc hôn nhân chỉ kéo dài hai năm vì Hoàng Vũ có những bê bối tình cảm.

## Sự nghiệp
Từ khi học cấp 3, tài năng ca hát của Vi Thảo được bộc lộ khi cô hát Bài ca không quên trước toàn trường. Vi Thảo bắt đầu được biết đến tại Quảng Nam khi liên tục giành được giải thưởng như Huy chương vàng Liên hoan Tiếng hát Học sinh, sinh viên Quảng Nam 1997, Huy chương bạc Giọng hát hay Đà Nẵng 1998, Huy chương vàng Liên hoan Tiếng hát miền Trung và Tây Nguyên 1998. Dù gia đình mong muốn cô thi vào Đại học Khoa học xã hội và nhân văn nhưng năm 1999, Vi Thảo thi đậu khóa Opera của Nhạc viện Thành phố Hồ Chí Minh, lúc này cô đã có khoảng 15 giải thưởng, một tháng sau khi nhập học, cô đăng ký thi Tiếng hát Truyền hình Thành phố Hồ Chí Minh và đoạt giải 4. Sau cuộc thi, Vi Thảo ký hợp đồng biểu diễn dài 2 năm với Đoàn nghệ thuật Quân khu 7. Năm 2001, cuộc thi Tiếng hát Truyền hình đổi tên thành Sao Mai, Vi Thảo tiếp tục đăng ký thi và lầm nhẵ đạt hạng 4. Cô tốt nghiệp Nhạc viện năm 2002. Trong năm 2002, Vi Thảo cùng Đoàn nghệ thuật Quân khu 7 biểu diễn phục vụ cho sư đoàn 5 ở Tây Ninh; Vi Thảo đã tham dự Liên hoan Tiếng hát Truyền hình Tây Ninh và đoạt giải Nhất. Với kết quả này, Vi Thảo là thí sinh đại diện của tỉnh Tây Ninh dự thi vòng chung kết Sao Mai 2003. Vi Thảo và Ngọc Khuê là hai thí sinh của Sao Mai 2003 được đặc cách vào vòng chung kết Sao Mai điểm hẹn 2004.
Sau cuộc thi Sao Mai, Vi Thảo theo đuổi dòng nhạc tiền chiến và cho ra mắt album đầu tay Yêu và mơ năm 2006.
Tháng năm 6 2012, Vi Thảo tiếp tục sự nghiệqua dòng nhạc bolero với album Vol.2 Tàu đêm năm cũ. Album nhanh chóng bị thu hồi vì có các ca khúc chưa được cấp phép lưu hành và phổ biến tại Việt Nam là Tàu đêm năm cũ và Hoa nở về đêm. Album do Bến Thành Audio sản xuất, Nhà xuất bản Âm nhạc cấp phép và Phương Nam Phim phát hành. Trước đó, giữa năm 2011, Bến Thành Audio đã trình Cục Nghệ thuật Biểu diễn kiểm duyệt và được thông qua vào tháng 11 năm 2011, nhưng khi phát hành một số cơ quan chức năng không đồng thuận khiến album buộc phải bị thu hồi. Sau sự việc này, Vi Tháo vẫn tiếp tục cho album tiếp theo.
Tháng 8 năm 2015, Vi Thảo phát hành album Vol.3 – Chuyến tàu hoàng hôn, trong đó ca khúc Chuyến tàu hoàng hôn được Vi Thảo xin cấp phép từ năm 2012, nhưng mất 3 năm mới được thông qua. Năm 2017, Vi Thảo tham gia gameshow Tình Bolero hoan ca và giành giải 3 cùng Quang Minh. Vi Thảo và một số lượng khán giả đã bất bình với kết quả này, cô tuyên bố về sau sẽ không tham gia bất cứ gameshow nào.

## Tác phẩm
| Năm  | Album                |               |
| ---- | -------------------- | ------------- |
| 2006 | Yêu và mơ            | [ 17 ]        |
| 2012 | Tàu đêm năm cũ       |               |
| 2015 | Chuyển tàu hoàng hôn | [ 14 ] [ 15 ] |

## Giải thưởng
| Năm  | Cuộc thi                                          | Thứ hạng        | Chú thích                    |
| ---- | ------------------------------------------------- | --------------- | ---------------------------- |
| 1997 | Liên hoan Tiếng hát Học sinh, sinh viên Quảng Nam | Huy chương vàng |                              |
| 1998 | Giọng hát hay Đà Nẵng                             | Huy chương Bạc  |                              |
|      | Liên hoan Tiếng hát miền Trung và Tây Nguyên      | Huy chương vàng |                              |
| 1999 | Tiếng hát Truyền hình Thành phố Hồ Chí Minh       | Giải 4          |                              |
| 2001 | Tiếng hát Truyền hình Thành phố Hồ Chí Minh       | Giải 4          |                              |
| 2002 | Tiếng hát Truyền hình Tây Ninh                    | Giải nhất       |                              |
| 2003 | Sao Mai                                           | Vào chung kết   | Thí sinh thuộc tỉnh Tây Ninh |
| 2004 | Sao mai điểm hẹn                                  | Top 12          |                              |
| 2017 | Tình Bolero hoan ca                               | Đồng giải ba    | [ 18 ]                       |